# Ismael Fuentes de Garay
Ismael Fuentes de Garay Poeta, más conocido como "Tito Fuentes" (Ciudad de México, México, 6 de septiembre de 1974), es un cantante y guitarrista mexicano, más conocido por su rol en la banda de rap rock Molotov.

## Biografía
Hijo de un exiliado barcelonés de la posguerra, sus padres ahora están separados. Estudió hasta la preparatoria. Antes de formar Molotov era parte de un grupo de rock llamado La Candelaria del cual también formaba parte Micky Huidobro. Su tío Alfonso de Garay es uno de los autores del himno deportivo de la UNAM.

## Molotov
Es el guitarrista principal de Molotov y, al igual que sus compañeros, también canta y toca otros instrumentos como el bajo en "Frijolero". Es el autor de varias de las canciones más conocidas de la banda, como "Voto Latino", "Puto", "El Mundo", "Here We Kum" y "Yofo", entre otros.
Fue uno de los representantes de Molotov en el programa de Brozo El Notifiero, junto a vicente barrales Reclamaron el dinero de pago por el video no transmitido "Queremos Ver Golazos" que Televisa les encargó, pero era una "canción vulgar".[cita requerida]
En el año 2007, lanzó un EP en solitario llamado Sin Titolo como parte de la serie de EPs de los miembros de Molotov que culminó en el disco Eternamiente. Más adelante, la canción "Yofo" sería el primer sencillo de Eternamiente.
En el año del 2010 participa en el disco Pericos & Friends siendo una de las voces (Juntos con Gondwana y No Te Va Gustar de la nueva versión de "Sin Cadenas" de Los Pericos.
Para el 2012 hace una aparición en el documental "Hecho En México", dirigido por Duncan Bridgeman, para el que grabó (Junto con sus compañeros Randy Ebright y Paco Ayala) la canción "Yo Libre Porque Pienso", en la que también participa Residente (Calle 13), corriendo la música a cargo de Molotov y la letra a mano de Residente (Calle 13). 
En 2014 hace una colaboración para el disco Rebel Cats Y Sus Amigos, de Rebel Cats, en la canción "Diversión". En el mismo año hace lo mismo grabando guitarras de la canción "Inevitable" de la banda Liquits.

## Los Odio!
Desde el 2006 forma parte de Los Odio! junto con Paco Huidobro, Jay de la Cueva, Quique Rangel y Tomás Pérez. Esta banda había sido creada originalmente durante el año 1998, llamada Bikini, conformada solo por Huidobro, de la Cueva y Tomás (Micro Chips). Era una banda informal, por diversión, solamente tocaban en fiestas y pequeños salones, es por eso que nunca sacaron un disco. En 2006 Paco y Jay deciden retomar la banda, con nuevos integrantes. Con Los Odio!, editó un disco homónimo, con diseño de portada realizado por Tito junto con Bang Buró.

## Bang Buró
Bang Buró es un estudio de diseño que trabaja, entre otros, en portadas para discos, patinetas y fotos. Está conformado por Tito, Rita Marimen y Jerónimo Reyes Fuentes. Han trabajado para la reconocida marca a nivel mundial Nike, así como para bandas como Bengala, Motel y Molotov, así como también diseñaron la portada de Sin Titolo. También han trabajado para campañas de Red Bull y para otras bandas como The Interpretators y De Nalgas.
La página oficial de Bang Buró define al estudio de la siguiente forma: "Su idea inicial era trabajar entre amigos creativos con ideas similares, los intereses y sensibilidades. Si un día se están diseñando una campaña de zapatillas nuevas de Nike, al día siguiente se imprime en patineta o la organización de fiestas. Ellos hacen el diseño gráfico, dirección artística, producción de video, accesorios, exposiciones editoriales, y las piezas. Su estética tiene reminiscencias de un pasado nostálgico mezclado con un misterioso futuro y lo único que piensan cuando están trabajando es: Producir lo que les gustaría consumir. Bang Buró: Rita Marimen, Jerónimo Reyes Fuentes y Tito".

## Discografía

### Con Molotov
- ¿Dónde Jugarán Las Niñas? (1997)
- Molomix (1998)
- Apocalypshit (1999)
- Dance And Dense Denso (2003)
- Con todo respeto (2004)
- Eternamiente (2007)
- Desde Rusia Con Amor (2012)
- Agua Maldita (2014)
- MTV Unplugged: El Desconecte (2018)
- Sólo D’Lira (2023)

### ConLos Odio!
- Los Odio! (2010)

### Solitario
- El Ocaso (2017)